# Elris
ALICE, anteriormente conhecido como Elris (hangul: 엘리스; rr: Elriseu) é um grupo feminino sul-coreano formado pela Hunus Entertainment em 2017. Consiste atualmente em duas integrantes: EJ e Chaejeong. Estreou em junho de 2017 com seu primeiro extended play We, First.

## História

### 2017: Pré-estreia, estreia comWe, FirsteColor Crush
Antes da estreia oficial de ELRIS, as integrantes Sohee e Karin foram concorrentes do reality show K-pop Star 6.
Em 1 de junho de 2017, ELRIS lançou seu primeiro extended play intitulado We, First, que possui cinco faixas, incluindo a faixa promocional de mesmo nome.
Em 13 de setembro, ELRIS realizou seu primeiro retorno com o extended play Color Crush, que possui Pow Pow como faixa promocional.

### 2018:Summer Dream
Em 28 de junho de 2018, ELRIS voltou com o extended play Summer Dream, que possui Summer Dream como faixa promocional.

### 2019:Miss U
Elris lançou um single Miss U em 12 de Novembro de 2019.

### 2020: Entrada de mais dois membros e lançamento do álbumJackpot
No dia 12 de Fevereiro, Hunus Entertainment confirmou que iria ser adicionado ao grupo duas novas membros, EJ e Chaejeong. Adicionando que o grupo iria  voltar no dia 26 de Fevereiro com o seu quarto mini álbum chamado Jackpot.

### 2022 - 2023: Mudança de nome e gravadora, Alice
Em 1º de dezembro de 2021, foi anunciado que Elris seria transferido para a IOK Company
Em 11 de abril de 2022, foi anunciado que o grupo mudou de nome para Alice. Os membros Hyeseong e Bella mudaram seus nomes artísticos para Yeonje e Do-A, respectivamente. Chaejeong também foi apontada como o novo líder. Elas estavam programadas para voltar em 3 de maio com o single digital "Power of Love". No entanto, foi anunciado que o lançamento do single digital seria adiado para 4 de maio. Em 4 de outubro de 2022, foi anunciado que Alice voltaria com "Dance On" como single; a música foi lançada em 27 de outubro de 2022.
Em 19 de abril de 2023, Alice lançou seu segundo álbum single Show Down. Além disso, um representante da agência IOK Company declarou: “Os membros de Alice, Do-A e Yeonje , estão temporariamente parando suas atividades devido a problemas de saúde recentes e estão descansando e se recuperando. Este retorno contou com cinco membros.

### 2024 - presente: Saída de integrantes
Em 26 de abril de 2024, Sohee anunciou sua aposentadoria como idol depois de se casar com seu namorado. Em 2 de maio, Doa anunciou sua saída do grupo após o fim do contrato. No dia 3 de maio de 2024, Yukjun, Yeonje e Karin anunciaram suas saídas do ALICE após o fim do contrato.
Alice lançou o último single como grupo em 13 de maio de 2024, com a músical "Milk Way".

## Integrantes
- EJ (hangul: 이제이), nascida Kim Eunji (hangul: 김은지) em 13 de agosto de 1997 (22 anos) na Coreia do Sul.
- Chaejeong (hangul: 채정), nascida Lee Chaejeong (hangul: 이채정) em 26 de agosto de 1999 (20 anos) na Coreia do Sul.

### Ex-integrantes
- Doa (hangul: 도아), nascida Choi Yoona (hangul: 최윤아) em 2 de fevereiro de 1999 (26 anos) em Incheon, Coreia do Sul.
- Yeonje (hangul: 연제), nascida Yang Yeonje (hangul: 양연제) em 15 de outubro de 1999 (25 anos) em Jeolla, Coreia do Sul.
- Yukyung (hangul: 유경), nascida Lee Yukyung (hangul: 이유경) em 5 de novembro de 1999 (25 anos) em Seul, Coreia do Sul.
- Sohee (hangul: 소희), líder, nascida Kim Sohee (hangul: 김소희) em 31 de dezembro de 1999 (25 anos) em Incheon, Coreia do Sul.
- Karin (hangul: 가린), nascida Min Karin (hangul: 민가린) em 5 de janeiro de 2002 (23 anos) em Busan, Coreia do Sul.

## Discografia

### Extended plays
| Título       | Detalhes do álbum | Melhor posição nas paradas | Vendas       |
| Título       | Detalhes do álbum | KOR                        | Vendas       |
| ------------ | --- | -------------------------- | ------------ |
| We, First    | - Lançamento: 1 de junho de 2017 - Gravadora: Hunu Entertainment, LOEN Entertainment - Formato: CD, digital download Lista de músicas 1. Searching for Elris (Intro) 2. We, First (우리 처음) 3. My Star (나의 별) 4. Miracle 5. You And I (너와 나)              | 21                         | - KOR: 4,344 |
| Color Crush  | - Lançamento: 13 de setembro de 2017 - Gravadora: Hunus Entertainment, LOEN Entertainment - Formato: CD, digital download Lista de músicas 1. Heart Bank 2. Pow Pow 3. Roopretelcham (열려라 그대) 4. Wonderland Girl 5. Farewell (짝이별) 6. Midnight, moonlight | 15                         | - KOR: 6,463 |
| Summer Dream | - Lançamento: 28 de junho de 2018 - Gravadora: Hunus Entertainment, Kakao M - Formato: CD, digital download Lista de músicas 1. Summer Dream 2. Will Be Mine (찰랑찰랑) 3. Talk To Me (말해) (Prod. Ravi) 4. Lovely (챙겨주고 싶어) 5. Focus                      | 15                         | - KOR: 5,927 |
| Jackpot      | - Lançamento: 26 de fevereiro de 2020 - Gravadora: Hunus Entertainment, Kakao M - Formato: CD, digital download Lista de músicas 1. Intro 2. Jackpot 3. This is me 4. Like I Do (해봐) 5. No Big Deal                                                             | 19                         | - KOR: 3,880 |

### Single albums
| Title     | Album details | Peak chart positions | Sales        |
| Title     | Album details | KOR                  | Sales        |
| --------- | --- | -------------------- | ------------ |
| Dance On  | - Lançamento: 27 de outubro de 2022 - Gravadora: IOK Company, Kakao Entertainment - Formato: CD, digital download Track listing 1. Lavish Light 2. Dance On | 67                   | - KOR: 2,928 |
| Show Down | - Lançamento: 19 de abril de 2023 - Gravadora: IOK Company, Kakao Entertainment - Formato: CD, digital download Track Listing 1. Show Down 2. Dizzy         | 70                   | - KOR: 2,824 |

### Singles
| Título                                                                                     | Ano  | Melhor posição nas paradas | Vendas (DL) | Álbum            |
| Título                                                                                     | Ano  | KOR                        | Vendas (DL) | Álbum            |
| ------------------------------------------------------------------------------------------ | ---- | -------------------------- | ----------- | ---------------- |
| "We, First" (우리 처음)                                                                    | 2017 | —                          | —           | We, First        |
| "Pow Pow"                                                                                  | 2017 | —                          | —           | Color Crush      |
| "Summer Dream"                                                                             | 2018 | —                          | —           | Summer Dream     |
| "Miss You"                                                                                 | 2019 | —                          | —           | Single sem álbum |
| "Jackpot"                                                                                  | 2020 | —                          | —           | Jackpot          |
| "Power of Love"                                                                            | 2022 | —                          | —           | Single sem álbum |
| "Dance On"                                                                                 | 2022 | 86                         | —           | Dance On         |
| "Show Down"                                                                                | 2023 | 105                        | —           | Show Down        |
| "Milky Way"                                                                                | 2024 | —                          | —           | Single sem álbum |
| "—" indica lançamentos que não apresentaram gráficos ou não foram divulgados nessa região. |      |                            |             |                  |

### OSTs
| Título                                                                                     | Ano  | Melhor posição nas paradas | Vendas (DL) | Álbum                        |
| Título                                                                                     | Ano  | KOR                        | Vendas (DL) | Álbum                        |
| ------------------------------------------------------------------------------------------ | ---- | -------------------------- | ----------- | ---------------------------- |
| "Cotton Candy" (솜사탕)                                                                    | 2019 | —                          | —           | I Hate You Juliet OST Part.2 |
| "—" indica lançamentos que não apresentaram gráficos ou não foram divulgados nessa região. |      |                            |             |                              |

## Premiações
| Ano  | Award                                 | Categoria                  | Resultado |
| ---- | ------------------------------------- | -------------------------- | --------- |
| 2018 | 24th Korean Entertainment Arts Awards | Best Rookie Group (Female) | Venceu    |